# Kong-guksu
Kong-guksu (콩국수) hay còn gọi mì sữa đậu nành là một món mì theo mùa của Triều Tiên (Hàn Quốc) được dùng với sữa đậu nành lạnh. Trong tiếng Triều Tiên, "Kong" có nghĩa là đậu nành và "guksu" có nghĩa là mì. Món này bao gồm mì làm bằng bột mì và nước dùng làm từ đậu tương xay.
Không rõ người Triều Tiên bắt đầu ăn kongguksu từ khi nào, tuy nhiên, món ăn này được ghi trong cuốn sách Thị nghị Toàn thư, một cuốn sách dạy nấu ăn từ thời Joseon được xuất bản từ cuối thế kỷ 19, do đó nó có nguồn gốc từ trước thế kỷ 19.

## Tham khảo

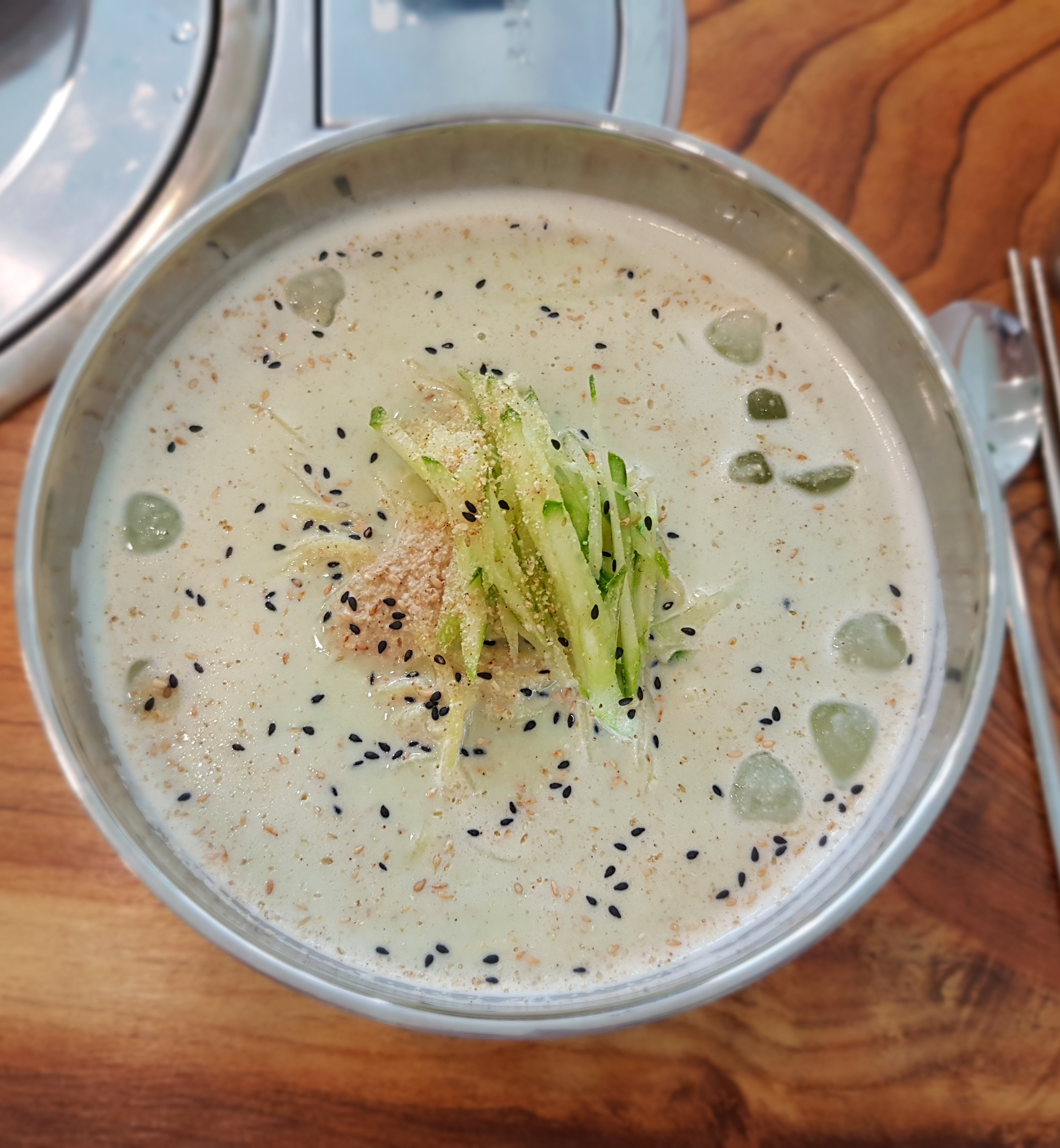
green kernel black bean kong-guksu